# Estación de Sujumi
La Estación de Sujumi (en abjasio: Аҟәа; en georgiano: სოხუმის სადგური) 
es una estación de tren que se encuentra en la ciudad de Sujumi capital de la región separatista de Abjasia que Georgia considera como parte de su territorio.
Antes del conflicto entre Georgia y Abjasia, la estación de Sujumi fue un paso importante para pasar a la frontera ruso- georgiana. Algunas de las rutas incluían: Moscú-Tiflis, Moscú Batumi, Sochi-Ereván, Sochi-Sujumi San Petersburgo-Sujumi entre otras.
Pero tras el conflicto entre Georgia y Abjasia , los pocos trenes regionales que funcionan operan solo 2 rutas: Sujumi-Ochamchira y Sujumi-Psou.